# 大阪市立遠里小野小学校
大阪市立遠里小野小学校（おおさかしりつ おりおのしょうがっこう）は、大阪府大阪市住吉区にある公立小学校。
全学年を縦割り集団に分けて集団ごとに学校行事に取り組むなど、異学年の交流の取り組みをおこなっている。

## 沿革
大阪市墨江尋常小学校（現在の大阪市立墨江小学校）の校区を分離する形で、大阪市墨江第二尋常小学校として1937年に開校した。1941年には国民学校令の実施により、大阪市遠里小野国民学校に改称している。
1942年には従来の校区の一部（あべの筋以西の地域）を、新設の大阪市清水丘国民学校（現在の大阪市立清水丘小学校）の校区へと変更した。
太平洋戦争の戦局を反映し、1942年12月には防空貯水槽の役割を兼ねたプールが竣工している。1944年6月には日本陸軍軍用機が講堂東側に激突する事故が発生している。
1944年以降国民学校児童の学童疎開が実施されることになり、縁故に頼らない児童は学校から集団疎開をおこなうことになった。疎開先の府県は各行政区ごとに割り当てられ、住吉区の国民学校では大阪府泉州方面が疎開先に決定した。遠里小野国民学校の児童は1944年9月17日以降、貝塚市への疎開を実施している。集団疎開は終戦後の1945年9月29日まで続いた。
校舎は1945年6月以降、大阪海兵団分室として転用された。
1947年の学制改革により大阪市立遠里小野小学校と称した。住吉区では戦後の宅地化に伴い児童数が増加したため、1950年代後半から1970年代初頭にかけて小学校が次々と新設された。
遠里小野小学校校区周辺でも、1958年に周辺校の校区を再編して大阪市立南住吉小学校が設置されることになり、従来の遠里小野小学校校区から沢之町・南住吉町（当時の町名）を南住吉小学校校区へと変更した。また1967年には周辺校の校区を再編して大阪市立山之内小学校が設置されることに伴い、従来の遠里小野小学校校区から遠里小野2-3丁目を山之内小学校校区へと変更している。
いずれも開校時には、該当地域内在住の4年生以下の児童が新設校へ転出する形となった。

### 年表
- 1937年10月14日 - 大阪市墨江第二尋常小学校として開校。
- 1941年 - 国民学校令により、大阪市立遠里小野国民学校に改称。
- 1942年 - 大阪市清水丘国民学校（現・大阪市立清水丘小学校）を分離。
- 1944年9月 - 貝塚市に学童集団疎開。
- 1947年 - 学制改革により、大阪市立遠里小野小学校となる。
- 1950年9月 - 学校給食を実施。
- 1951年10月 - 校歌制定。
- 1958年 - 大阪市立南住吉小学校開校に伴い校区縮小。
- 1967年 - 大阪市立山之内小学校開校に伴い校区縮小。
- 1973年 - 大阪市立大和川中学校開校により、卒業生の進学先中学校が従来の三稜中学校から大和川中学校へ変更。

## 通学区域
- 大阪市住吉区 遠里小野1・4・5・6・7丁目。

卒業生は大阪市立大和川中学校に進学する。

## 出身者
- 岡田斗司夫 - 評論家、プロデューサー
- 中村フー - お笑い芸人
- 前田五郎 - お笑い芸人
- 町田康 - 小説家、ミュージシャン
- 松田瑞生 - 陸上選手

## 交通
- 南海高野線 我孫子前駅 南へ約300m。
- 大阪シティバス おりおの5丁目バス停 南へ約100m。